# Kvinesdal
Kvinesdal – norweskie miasto i gmina leżąca w regionie Agder.
Kvinesdal jest 108. norweską gminą pod względem powierzchni.

## Demografia
Według danych z roku 2005 gminę zamieszkuje 5582 osób. Gęstość zaludnienia wynosi 5,75 os./km². 
Pod względem zaludnienia Kvinesdal zajmuje 177. miejsce wśród norweskich gmin.
| ludność stan na 1 stycznia 2005 |         |           |       |
|                                 | kobiety | mężczyźni | razem |
| osób                            | 2812    | 2770      | 5582  |
| %                               | 50,38%  | 49,62%    | 100%  |

| wykształcenie stan na 1 października 2004 |        |         |        |        |
|                                           | podst. | średnie | wyższe | niezn. |
| osób                                      | 967    | 2705    | 552    | 114    |
| %                                         | 22,29% | 62,36%  | 12,72% | 2,63%  |

## Edukacja
Według danych z 1 października 2004:
- liczba szkół podstawowych (norw. grunnskolar): 8
- liczba uczniów szkół podst.: 824

## Władze gminy
Według danych na rok 2011 administratorem gminy (norw. rådmann) jest Camilla Dunsæd, natomiast burmistrzem (norw. ordfører, d. borgermester) jest Odd Omland.